# Ascou
Ascou település Franciaországban, Ariège megyében. Lakosainak száma 115 fő (2022. január 1.). Ascou Ax-les-Thermes, Mijanès, Orgeix, Orlu, Sorgeat és La Fajolle községekkel határos.

## Népesség
A település népességének változása:
| Lakosok száma | 114  | 81   | 96   | 124  | 153  | 145  | 121  | 120  | 119  | 115  |
|               | 1968 | 1982 | 1990 | 2006 | 2013 | 2015 | 2017 | 2019 | 2020 | 2022 |